# گرتا گوریشاتی
گرتا گوریشاتی (مجاری: Gréta Gurisatti؛ زادهٔ ۱۴ مه ۱۹۹۶) بازیکن واترپلو زن اهل مجارستان است.